# Platyspira
Platyspira és un gènere monotípic de la subfamília Erigoninae, dins de la família dels linífids que conté una única espècie, Platyspira tanasevitchi.
Fou descrit per primera vegada per Y.J. Song i S.Q. Li l'any 2009, i és endèmic de la Xina.